# Паисий (Ярославов)
Игумен Паисий Ярославов (сер XV века — 1501) — аскет, монах, подвижник, переписчик рукописей, автор «Сказания», посвящённого Спасо-Каменному монастырю.

## Жизнеописание
Родился около половины XV века в Ярославле. Был пострижен в Спасо-Каменном монастыре в честь преподобного Паисия Великого.
Паисий был иноком Кирилло-Белозерского монастыря;позднее он жил некоторое время в Троице-Сергиевой лавре (1467—1474) и по настоятельному желанию великого князя сделался там даже игуменом (1479—1482), но скоро ушёл оттуда, потому что «не мог обратить чернецов на путь Божий, на молитву, пост, воздержание, они хотели даже убить его…» Затем мы видим его в Москве: в 1484 году великий князь советуется с ним по делу митр. Геронтия (рассорившегося с князем и хотевшего оставить митрополию), и уговаривает Паисия быть митрополитом, но тот всё-таки отказался; как причину отказа, летописец приводит вышеупомянутый факт его неудачного игуменства. В 1490 году Паисий присутствует на соборе делу о новгородских еретиках в Москве.

## Идеи
Паисий является старейшим представителем «заволжских старцев».
Общее направление идей «заволжских» было строго аскетическое, но несравненно более внутреннего характера, чем как понимался аскетизм большинством тогдашнего русского монашества. Общий фон их стремлений был перевес духовного, идеального, над внешним и обрядовым. На взглядах и идеях «старцев» лежит отпечаток древнехристианской духовности; в своих стремлениях они хотят приблизиться к первобытному евангельскому идеалу. Иночество, по мнению старцев, должно быть не телесным, но духовным, и требует не внешнего умерщвления плоти, а внутреннего самосовершенствования, так как почва монашеских подвигов — не плоть, а мысль и сердце. Намеренно обессиливать, умерщвлять своё тело, по их учению, излишне: слабость тела может даже препятствовать в подвиге нравственного самоулучшения. Поэтому инок может и должен питать и поддерживать тело, снисходя к физическим слабостям, болезни, старости. Вообще физическое пощение, по их понятию, — не самое главное. О предмете этом, столь важном по господствовавшему взгляду того времени, ученик Паисия, Нил Сорский, делает лишь общее наставление. Вообще он враг всякой внешности; он считает излишним иметь в храмах дорогие сосуды, золотые или серебряные, и украшать церкви, которые должны быть чужды всякого великолепия: в них нужно иметь только необходимое — «повсюду обретаемое и удобь покупаемое». Чем жертвовать в церкви, — лучше, по его словам, раздать нищим… Подвиг нравственного самосовершенствования инока должен быть разумно-сознательным. Он должен совершать его не в силу принуждений и предписаний, а «с рассмотрением», и «вся с рассуждением творити». Нил Сорский, как ученик Паисия и глава «белозерских старцев», требует от инока не механического послушания, а сознательности в подвиге. Здесь, как и везде, «без мудрования б и добрая на злобу бывает» — говорит он в своём «Правиле ученикам». Резко восставая против «самочинников» и «самопретыкателей», старцы не уничтожают, однако, в иноке личной, свободной воли. Это признание прав личного, свободного разумения вместо прежнего безотчётного, рабского «послушания», представляет характерную черту в общем круге воззрений Нила Сорского и всех «белозерских старцев», последователей Паисия. Личная воля инока (а равно и каждого человека) должна подчиняться, по взгляду старцев, только одному авторитету — «божественных посланий». Это — единственный источник к познанию нравственных и религиозных обязанностей инока. Поэтому «испытание» божественных писаний, изучение их — и есть главная обязанность инока. Любовь к этому «испытанию» и вообще книжные занятия были, по-видимому, отличительной чертой старцев. Недостойная же жизнь инока и вообще человека исключительно зависит, по их мнению, «от еже не ведети нам святое писание»… И в защите своих мнений старцы стараются исключительно стоять на этой почве «писаний», опираясь на авторитет «святых правил» и «многих книг» и смотря на своих противников, лишь как на незнающих или «клевещущих на истину евангельскую»… Впрочем, по мнению старцев, писания — «не вся божественна суть». С изучением божественных писаний должно быть соединено критическое отношение к общей массе письменного материала. В этом отношении чрезвычайно любопытны книжные занятия самого Нила Сорского. Переписывая книги, он подвергает списываемый материал более или менее тщательной критике. То же критическое отношение к писаниям мы видим также у Вассиана Патрикеева и вообще в сочинениях, вышедших из школы «заволжцев». Белозерские старцы рекомендуют, таким образом, не простое чтение «писаний», «почитание книжное» (о необходимости которого у нас говорилось с XI века), но сознательное, критическое усвоение читаемого. Эта мысль о критике была чрезвычайно характерной в воззрениях «старцев», и для тогдашнего круга грамотников особенно необычайной. В глазах последних — всякая вообще «книга» (кроме тех, «их же не подобало чести», — граница которых, однако, была крайне неопределённа и подвижна), всё написанное носило характер одинакового авторитета, являлось одинаково не изменяемым и неприкосновенным, всё безразлично носило название «божественных писаний». Иосиф Волоцкий († 1515), один из учёнейших людей своего времени, прямо доказывал, напр., что «гратскии законы» — «подобни суть пророческим и апостольским и святых отец писаниям», а сборники Никона Черногорца (простого греческого монаха XI в.) смело называл «боговдохновенными писаниями»… Понятны поэтому укоры со стороны Иосифа Нилу Сорскому и его ученикам, что «Нил и ученик его Вассиан похулиша в русской земле чудотворцев», а также и тех, «иже и в древняя лета и в тамошних (иностранных) землях бывших чудотворцов чудесем их не вероваша и от писания изметаша чудеса их», — отчего Вассиан должен был защищаться. Одна попытка сколько-нибудь критического отношения к списываемому материалу даже лучшим людям казалась ересью.
Стремясь к евангельскому идеалу, белозерские старцы не скрывали своего осуждения тем «нестроениям», которые они замечали в большинстве современного им русского монашества. Паисий Ярославов, как мы видели, тщетно пытался обратить подчинённых иноков «на божий путь, молитву, пост, воздержание»… — и молча протестовал против монастырской деморализации, оставляя игуменство и уходя из монастыря; его последователи, Нил Сорский и Вассиан Патрикеев, открыто вооружались против неё. Некогда святое житие иноческое «ныне мерзко бысть», пишет Нил. Точно так же «белозерские старцы», и во главе их Паисий Ярославов, с названными учениками выступили, как известно, самыми энергичными противниками монастырских имуществ и горячими проповедниками первобытной иноческой нищеты. Это вытекало непосредственно из общего взгляда их на сущность и цели иночества. Всякую собственность они считали противоречащей иноческим обетам и несовместной со стремлениями инока: инок отрекается от мира и всего, «яже в нём»; как же после этого он может тратить время на заботы о мирских имуществах, землях, богатствах? Иноки должны питаться исключительно своими трудами, и даже подаяния могут принимать только в крайних случаях. Они не должны «не точию не имети имения, но ни желати то стяжавати». Обязательное для инока — старцы считали обязательным и для монастыря: монастырь есть лишь собрание людей с одинаковыми, одними и теми же целями и стремлениями, и предосудительное иноку — предосудительно и монастырю… Вопрос о монастырских имуществах имел животрепещущее значение, и отрицательное отношение к нему «старцев», по отзыву современников, было одной из главных причин враждебности к ним таких людей, как Иосиф Волоцкий, а равно взаимной вражды «старцев» к «презлым осифлянам», — причиной, «почему Кириллова монастыря старцы Иосифовых старцов не любили». По словам современника, «то была меж них первая нелюбка».
Вместе с проповедью идеально-иноческой нестяжательности, — «белозерские старцы» являлись проповедниками большей религиозной терпимости. Это касалось другого чрезвычайно важного общественного вопроса того времени — дела о новгородских еретиках — и более снисходительное отношение к ним «старцев» было, по отзыву того же современника, новой причиной вражды в ним осифлян, — «второй меж них нелюбкой». Старцы, действительно, в этом случае столь же резко расходились с господствовавшими взглядами большинства, как и в вопросе о монастырских имуществах. Даже лучшие представители этого большинства, напр., новгородский архиепископ Геннадий, собравшимся в Москве для суда над еретиками епископам — советовал: «токмо того для учинити собор, что их (еретиков) казнити — жечи да вешати»… Один из современных писателей, Иосиф Волоцкий; тоже доказывал, что «еретика и отступника (речь идёт о тех же новгородских еретиках) подобает не токмо осужати, но и проклинати и в заточение посылати и казнем лютым предавати». Белозерские же старцы, как известно, выступили решительными противниками этого сурового взгляда, и в коллективном послании, оставаясь на почве евангельской любви и прощения, по пунктам разбивали приведённые доводы Иосифа. Ссылаясь на «божественные писания», старцы Кириллова и всех вологодских монастырей доказывали, что кающихся еретиков церковь не казнит, а приемлет «простёртыми дланьми». В противность Иосифу, любившему ссылаться на Ветхий Завет, старцы указывали, главным образом, на Евангелие.
Стоя на различных точках зрения, белозерские иноки нередко расходились с большинством современного им духовенства и по другим, более частным, церковным вопросам. Таким, напр., был вопрос о «вдовых попах». Известно, что на соборе 1503 года все вдовые священники и дьяконы были лишены права священнослужения. Белозерские старцы, во главе с Нилом Сорским, присутствовавшими на соборе, высказались против соборного определения. Взгляды «старцев» поддерживались, однако, и некоторыми отдельными лицами; так, напр., ростовский священник Георгий Скрипица также подал протест против соборного решения, — и тоже тщетно. «Старцы» смотрели на дело, однако, вернее, и впоследствии, на Московском соборе 1666—1667 гг., их мнения восторжествовали.

## Деятельность
Вместе с учеником своим, Нилом Сорским († 1508), Паисий Ярославов пользовался необыкновенным уважением, как в среде современной ему русской иерархии, так и от великого князя. В 1489 г. новгор. архиепископ Геннадий, вступая в борьбу с местными еретиками и сообщая о них ростовскому архиепископу, просил последнего посоветоваться с жившими в пределах его епархии Паисием Ярославовым и Нилом Сорским, и привлечь их к борьбе: речь шла о распространившихся в народе толках о близкой кончине мира. Геннадий и сам хотел поговорить с авторитетными и учёными старцами и с этой целью даже приглашал их к себе. С ещё большим уважением относился к Паисию и Нилу сам великий князь. По свидетельству современников, оба старца «ради крепкого жительства и добродетели множества имели великое дерзновение к Державному и были зело преемлемы и почитаемы у него»… Паисий близок был и к семейству великокняжескому, являясь восприемником детей великого князя. В 1480 году вместе с митрополитом Геронтием и архиепископом Вассианом Паисий ходатайствовал пред великим князем за его брата.